# Rudý prapor
Rudý prapor (francouzsky Le drapeau rouge) je dělnická píseň, která vznikla v roce 1877. V roce 1877 ji v Bernu na hudbu písně Les bords de la Libre Sarine z roku 1843 švýcarského skladatele Jacquesa Vogta napsal francouzský socialista Paul Brousse. Vznikla po demonstracích švýcarského anarchistického a socialistického hnutí v Saint-Imier na místním kongresu První internacionály. Byla úpravou původního textu jiné písně Justina Baillyho z podzimu roku 1870 ve Francii, která poté patřila k hymnám Pařížské komuny v roce 1871.
V roce 1881 polský básník Bolesław Czerwieński vytvořil polskou verzi Czerwony Sztandar, která se stala vzorem většiny překladů. V roce 1885 vydal francouzský socialista Achille Leroy novou verzi textu. Do češtiny píseň přeložila Běla Raichlová. V 90. letech 19. století se píseň stala neoficiální hymnou Omladinářů okolo procesu s Omladinou. V roce 1905 vytvořila Rosa Luxemburgová překlad do němčiny.
Píseň je dnes hymnou Polské socialistické strany, sdružené v polské vládní koalici Lewica.

## Text
Pryč s tyrany a zrádci všemi,

nechť zhyne starý, podlý svět!

My nový chcem život na zemi,

v němž nesmí býti žádných běd.

Dále jen, dále jen, vznesme zpěv!

Náš prapor nade trůny vlaje,

nese on pomsty hrom, lidu hněv,

volnosti seje zjev

a rudě do krvava plaje,

|: je na něm pracovníků krev! :|

Krev naše prolévaná katy

my oplýváme slzami,

však jednou přijde den odplaty,

kdy potom budem soudit my!

Dále jen, dále jen, vznesme zpěv!

Náš prapor nade trůny vlaje,

nese on pomsty hrom, lidu hněv,

volnosti seje zjev

a rudě do krvava plaje,

|: je na něm pracovníků krev! :|

Nuž spějme, bratři, ruku v ruce,

v šik svorný, mocný jako proud,

jak veletok, jenž proudí prudce,

musíme cíle dostihnout.

Dále jen, dále jen, vznesme zpěv!

Náš prapor nade trůny vlaje,

nese on pomsty hrom, lidu hněv,

volnosti seje zjev

a rudě do krvava plaje,

|: je na něm pracovníků krev! :|